# Секретаријат Уједињених нација
Секретаријат Организације уједињених нација (енгл. United Nations Secretariat, фр. Secrétariat des Nations unies) је један од шест примарних ограна Организације уједињених нација и предводи је генерални секретар, коме помажу цивилни волонтери широм света. Остали примарни органи ОУН су (a) Генерална скупштина; (b) Савет безбедности; (c) Економски и социјални савет; (d) нефункционални Старатељски савет; и (e) Међународни суд правде. Секретаријат је извршна грана Уједињених нација. Секретаријат има важну улогу у утврђивању дневног реда УН-ових тела за разматрање и доношење одлука (Генералне скупштине, Економског и социјалног савета и Већа безбедности), те имплементације одлука ових тела. Генерални секретар, кога именује Генерална скупштина, је шеф секретаријата.
Мандат секретаријата је широк. Даг Хамаршелд, други генерални секретар Уједињених нација описао је своју моћ на следећи начин: „Уједињене нације су онакве каквим су их земље чланице учиниле, али унутар граница које постављају владине акције и сарадња влада, многе ствари зависе од тога каквим их Секретаријат чини ... [он] има креативни капацитет. Он може да уведе нове идеје. Он може, на правилан начин, да предузме иницијативе. Он може да представи владе држава чланица са налазима који ће утицати на њихове поступке”. Одељење за политичка питања Уједињених нација, чија улога је аналогна са министарством иностраних послова, део је секретаријата. Исто тако је и одељење ОУН операција за одржавање мира. Секретаријат је главни извор економске и политичке анализе за Генералну скупштину и Веће сигурности; он управља операцијама које иницирају саветодавни органи УН, операцијама политичких мисија, припрема процене које претходе мировним операцијама, именује вође мировних операција, спроводи анкете и истраживања, комуницира са недржавним актерима као што су медијске и невладине организације, и одговоран за објављивање свих уговора и међународних споразума.

## Надлежности
Секретаријат обезбеђује студије, информације, и средства потребна агенцијама за њихове потребе. Такође и извршава задатке према директивама Савета безбедности, Генералне скупштине, the ЕКОСОЦ-а, и других тела ОУН.

## Особље
Према Повељи ОУН, особље Секретаријата се бира према „највишим стандардима ефикасности и стручности“, са посебним обраћањем пажње на значај регрутовања особља према широким географским основама.
Према Повељи, особље не сме тражити или примати наређења ни од кога осим ОУН. Све чланице Организације уједињених нација би требало да поштују међународну повељу Секретаријата и не би требало да врше утицај на њено особље. Једино је генерални секретар одговоран за избор особља.
Дужности генералног секретара укључују помагање у решавању међународних размиривца, управљањем над мировним операцијама, организовање међународних конферанција, прикупљање информација о примени донесених одлука Савета безбедности, и консултовање са владама чланица око бројних заједничких програма. Кључне канцеларије су Канцеларија Уједињених нација за сарадњу на хуманитарним питањима и Одељење Уједињених нација за мировне операције.

## Предлог реформе
Дана 21. марта 2005, бивши генерални секретар Кофи Анан је предложио неколико реформи које се тичу Секретаријата. Објавио је своје намере да именује научног саветника, формира канцеларију за подршку стварању мира, успостави кабинетски механизам одлучивања, и ојача посредничку функцију Секретаријата. Такође је затражио од Генералне скупштине да одобри средства за реструктурирање особља; да сарађује са њим у ревизији правила о подели буџетских и људских ресурса; да омогући генералном секретару већу управну власт и већу флексибилност при одлучивању; да ојача улогу канцеларија за унутрашње послове; и да „преиспита све програме старије од пет година како би се видело да ли је за њих и даље потребно издвајати средства или та средства могу бити искоришћена за суочавање са новим изазовима“.

## Организација
- Канцеларија генералног секретара Уједињених нација
- Канцеларија Уједињених нација за унутрашње послове
- Канцеларија Уједињених нација за правна питања
- Одељење Уједињених нација за политичка питања
- Одељење Уједињених нација за питања разоружања
- Одељење Уједињених нација за мировне операције
- Канцеларија Уједињених нација за сарадњу на хуманитарним питањима
- Одељење Уједињених нација за економска и социјална питања
- Одељење Уједињених нација за организовањем Генералне скупштине и конференција
- Одељење Уједињених нација за односе са јавношћу
- Одељење Уједињених нација за управљање
- Канцеларија Уједињених нација програм у Ираку
- Канцеларија Уједињених нација за безбедносну сарадњу
- Канцеларија Уједињених нација високог представника за слабо развијене земље, земље у развоју без излаза на море и острвске земље
- Канцеларија Уједињених нација за борбу против криминала и наркотика
- Канцеларија Уједињених нација у Женеви
- Канцеларија Уједињених нација у Бечу
- Канцеларија Уједињених нација у Најробију

## Генерални секретари
- Тригве Ли, Норвешка (1945–1953)
- Даг Хамаршелд, Шведска (1953–1961)
- У Тант, Мјанмар (1961–1971)
- Курт Валдхајм, Аустрија (1972–1981)
- Хавијер Перез де Куељар, Перу (1982–1991)
- Бутрос Бутрос-Гали, Египат (1992–1996)
- Кофи Анан, Гана (1997–2006)
- Бан Ки-Мун, Јужна Кореја (2007–2017)
- Антонио Гутерес, Португалија (2017-)